# Dondia
Dondia là chi thực vật có hoa trong họ Amaranthaceae.